# Liste der Baudenkmäler in Nordrhein-Westfalen

Nordrhein-Westfalen

Die Liste der Baudenkmäler in Nordrhein-Westfalen ist nach kreisfreien Städten und Landkreisen unterteilt.

## Liste
- Liste der Baudenkmäler in der Städteregion Aachen
- Liste der Baudenkmäler in Bielefeld
- Liste der Baudenkmäler in Bochum
- Liste der Baudenkmäler in Bonn
- Liste der Baudenkmäler im Kreis Borken
- Liste der Baudenkmäler in Bottrop
- Liste der Baudenkmäler im Kreis Coesfeld
- Liste der Baudenkmäler in Dortmund
- Liste der Baudenkmäler in Duisburg
- Liste der Baudenkmäler im Kreis Düren
- Liste der Baudenkmäler in Düsseldorf
- Liste der Baudenkmäler im Ennepe-Ruhr-Kreis
- Liste der Baudenkmäler in Ennigerloh
- Liste der Baudenkmäler in Essen
- Liste der Baudenkmäler im Kreis Euskirchen
- Liste der Baudenkmäler in Gelsenkirchen
- Liste der Baudenkmäler im Kreis Gütersloh
- Liste der Baudenkmäler in Hagen
- Liste der Baudenkmäler in Hamm
- Liste der Baudenkmäler im Kreis Heinsberg
- Liste der Baudenkmäler im Kreis Herford
- Liste der Baudenkmäler in Herne
- Liste der Baudenkmäler im Hochsauerlandkreis
- Liste der Baudenkmäler im Kreis Höxter
- Liste der Baudenkmäler im Kreis Kleve
- Liste der Baudenkmäler in Köln
- Liste der Baudenkmäler in Krefeld
- Liste der Baudenkmäler in Leverkusen
- Liste der Baudenkmäler im Kreis Lippe
- Liste der Baudenkmäler im Märkischen Kreis
- Liste der Baudenkmäler im Kreis Mettmann
- Liste der Baudenkmäler im Kreis Minden-Lübbecke
- Liste der Baudenkmäler in Mönchengladbach
- Liste der Baudenkmäler in Mülheim an der Ruhr
- Liste der Baudenkmäler in Münster
- Liste der Baudenkmäler im Oberbergischen Kreis
- Liste der Baudenkmäler in Oberhausen
- Liste der Baudenkmäler im Kreis Olpe
- Liste der Baudenkmäler im Kreis Paderborn
- Liste der Baudenkmäler im Kreis Recklinghausen
- Liste der Baudenkmäler in Remscheid
- Liste der Baudenkmäler im Rhein-Erft-Kreis
- Liste der Baudenkmäler im Rheinisch-Bergischen Kreis
- Liste der Baudenkmäler im Rhein-Kreis Neuss
- Liste der Baudenkmäler im Rhein-Sieg-Kreis
- Liste der Baudenkmäler im Kreis Siegen-Wittgenstein
- Liste der Baudenkmäler im Kreis Soest
- Liste der Baudenkmäler in Solingen
- Liste der Baudenkmäler im Kreis Steinfurt
- Liste der Baudenkmäler im Kreis Unna
- Liste der Baudenkmäler im Kreis Viersen
- Liste der Baudenkmäler im Kreis Warendorf
- Liste der Baudenkmäler im Kreis Wesel
- Liste der Baudenkmäler in Wuppertal